# HD 269810
HD 269810 (R 122) — звезда, которая находится в галактике Большое Магелланово Облако на расстоянии около 170 тысяч световых лет от нас. Это одна из самых массивных и мощных звёзд, известных науке.

## Характеристики
HD 269810 представляет собой массивную звезду, голубой гипергигант спектрального класса O2 III(f*), по светимости превосходящий Солнце в 2 200 000 раз. Температура поверхности звезды составляет около 52500 кельвинов.